# Keven Schlotterbeck
Keven Schlotterbeck (Weinstadt, 28 aprile 1997) è un calciatore tedesco, difensore dell'Augusta.

## Biografia
È fratello di Nico, giocatore del Borussia Dortmund.

## Caratteristiche tecniche
È un difensore centrale.

## Carriera

### Club
Cresciuto nel settore giovanile del TSG Backnang, con cui ha anche debuttato nelle serie inferiori del calcio tedesco, nel 2017 è stato acquistato dal Friburgo.
Ha esordito in prima squadra il 3 febbraio 2019 disputando l'incontro di Bundesliga pareggiato 2-2 contro lo Stoccarda.

### Nazionale
Nel 2021 ha partecipato ai Giochi Olimpici di Tokyo, nei quali ha giocato 3 partite.

## Statistiche
Statistiche aggiornate al 20 maggio 2023.

### Presenze e reti nei club
| Stagione           | Squadra            | Campionato         | Campionato | Campionato | Coppe nazionali | Coppe nazionali | Coppe nazionali | Coppe continentali | Coppe continentali | Coppe continentali | Altre coppe | Altre coppe | Altre coppe | Totale | Totale | Totale |
| Stagione           | Squadra            | Comp               | Pres       | Reti       | Comp            | Pres            | Reti            | Comp               | Pres               | Reti               | Comp        | Pres        | Reti        | Pres   | Reti   |        |
| ------------------ | ------------------ | ------------------ | ---------- | ---------- | --------------- | --------------- | --------------- | ------------------ | ------------------ | ------------------ | ----------- | ----------- | ----------- | ------ | ------ | ------ |
| 2017-2018          | Friburgo II        | RL                 | 35         | 3          |                 | -               | -               |                    | -                  | -                  |             | -           | -           | 35     | 3      |        |
| 2018-2019          | Friburgo II        | RL                 | 11         | 0          |                 | -               | -               |                    | -                  | -                  |             | -           | -           | 11     | 0      |        |
| 2020-2021          | Friburgo II        | RL                 | 2          | 0          |                 | -               | -               |                    | -                  | -                  |             | -           | -           | 2      | 0      |        |
| 2021-2022          | Friburgo II        | 3L                 | 1          | 0          |                 | -               | -               |                    | -                  | -                  |             | -           | -           | 1      | 0      |        |
| Totale Friburgo II | Totale Friburgo II | Totale Friburgo II | 49         | 3          |                 | 0               | 0               |                    | -                  | -                  |             | -           | -           | 49     | 3      |        |
| 2018-2019          | Friburgo           | BL                 | 9          | 0          | CG              | 0               | 0               |                    | -                  | -                  |             | -           | -           | 9      | 0      |        |
| 2019-2020          | Union Berlino      | BL                 | 23         | 0          | CG              | 4               | 1               |                    | -                  | -                  |             | -           | -           | 27     | 1      |        |
| 2020-2021          | Friburgo           | BL                 | 24         | 0          | CG              | 1               | 0               |                    | -                  | -                  |             | -           | -           | 25     | 0      |        |
| 2021-2022          | Friburgo           | BL                 | 12         | 0          | CG              | 2               | 1               |                    | -                  | -                  |             | -           | -           | 14     | 1      |        |
| 2022-gen.2023      | Friburgo           | BL                 | 2          | 0          | CG              | 1               | 0               | UEL                | 2                  | 0                  |             | -           | -           | 5      | 0      |        |
| Totale carriera    | Totale carriera    | Totale carriera    | 47         | 0          |                 | 4               | 1               |                    | 2                  | 0                  |             | -           | -           | 53     | 2      |        |
| gen.-giu.2023      | Hertha Berlino     | BL                 | 12         | 2          | CG              | 0               | 0               | -                  | -                  | -                  |             | -           | -           | 12     | 2      |        |
| Totale carriera    | Totale carriera    | Totale carriera    | 117        | 5          |                 | 8               | 2               |                    | 2                  | 0                  |             | -           | -           | 127    | 7      |        |